# Universidad de Ecatepec
La Universidad de Ecatepec, es uno de los centros de estudio más grandes e importantes de Ecatepec, este forma parte del corporativo Universidades Nueva Educación (UNE) México.
Esta universidad particular fue creada en 1994 en Ecatepec, como centro de estudios administrativos, y doce años después inaugura sus oficinas corporativas (Corporativo Universidades Nueva Educación). Posteriormente se abrieron planteles en distintas partes de la capital mexicana como UNETula, UNEQuerétaro y UNEHuichapan, en agosto de 2012, se inaugura también UNE ALLENDE en San Miguel de Allende, Guanajuato. La oferta educativa de la UNE incluye bachillerato general, bachillerato técnico, diez programas de licenciatura y 16 programas de posgrado. Cuenta con aproximadamente 10,000 alumnos, lo que la hace una de las más grandes e importantes universidades particulares del Estado de México. Ofrece planes de financiamiento a sus alumnos a lo largo de la carrera.
Sus estudios tienen reconocimiento de validez oficial ante la Secretaría de Educación Püblica de México.
Desde 1994, la Universidad de Ecatepec a través del Centro de Idiomas elabora sus propios libros y cuadernos didácticos, dicho Centro de Idiomas se imparte cátedra en inglés, francés, alemán, italiano y japonés, y además la Universidad de Ecatepec se ofrece una clínica de atención psicológica, un gimnasio, cancha de fútbol 7 y un centro de Investigación Aplicada. 
La Universidad fue adquirida por Nacer Global en el 2009, cuya red educativa se proyecta como uno de los grupos educativos más importantes a escala nacional por su matrícula, y cuenta además entre sus activos, a medios de comunicación especializados que son reconocidos por su prestigio indiscutible y por la divisa vanguardista que los distingue.  
La Universidad cuenta con diversos programas deportivos incluyendo fútbol americano (Flag Tex), Fut7 y fútbol soccer. 
La UNE tiene convenios con empresas líderes en su campo, cuyo prestigio internacional apoya también la preparación de los alumnos.
Armando Archundia, árbitro mundialista y nombrado el mejor árbitro mexicano de la década, es egresado de la Universidad de Ecatepec de la Licenciatura en Derecho.

## Titulación
La Universidad ofrece las siguientes opciones de titulación, en cada una de las áreas de estudios, para obtener:
Título de Licenciatura: 
- Excelencia Académica
- Opción de titulación vía posgrado
- Reporte de Servicio Social
- Experiencia profesional
- Seminario de Titulación
- Titulación por Combate

## Carreras profesionales
El nivel superior, o licenciatura contempla diez carreras, divididas en tres áreas primordiales:

### Administración y Ciencias Sociales
- Administración de empresas
- Ciencias de la comunicación
- Contaduría pública
- Derecho cuatrimestre
- Gestión turística
- Informática administrativa
- Mercadotecnia
- Pedagogía

### Ciencias Médicas
- Psicología
- Enfermería
- Nutrición
- Fisioterapia

### Ciencias y Artes para el Diseño
- Arquitectura
- Diseño Gráfico